# 外苑東通り

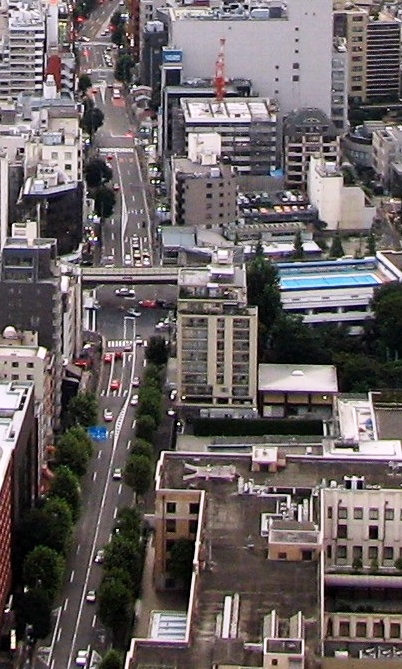
外苑東通り（六本木付近）

外苑東通り（がいえんひがしどおり）は、東京都新宿区の鶴巻町交差点（新目白通り交点）から、東京都港区麻布台の飯倉交差点（国道1号交点）に至る道路の通称である。

## 概要
全線が東京都道319号環状三号線（支線を含む）に属しており、神宮外苑の東側を通ることから、「外苑東通り」と命名された。
港区青山一丁目交差点（国道246号交点）の南の交差点で、東京都道319号環状三号線と左折分岐し環状三号線支線にクランク状に接続する。新宿区弁天町から新宿区市谷仲之町の間にかけては片側一車線であり、拡幅事業中である。
東京都は2012年（平成24年）2月、外苑東通りのうち、港区南青山から六本木に至る約1kmの区間について、それまでの幅員18メートルから25メートルに拡幅することを発表した。計画によると現行の車道4車線を広げ、両側の歩道も4メートル幅に拡幅、さらに電線類地中化と街路樹の植栽を実施される。この計画の事業費は約206億円で、2017年（平成29年）度までの完成が予定されている。

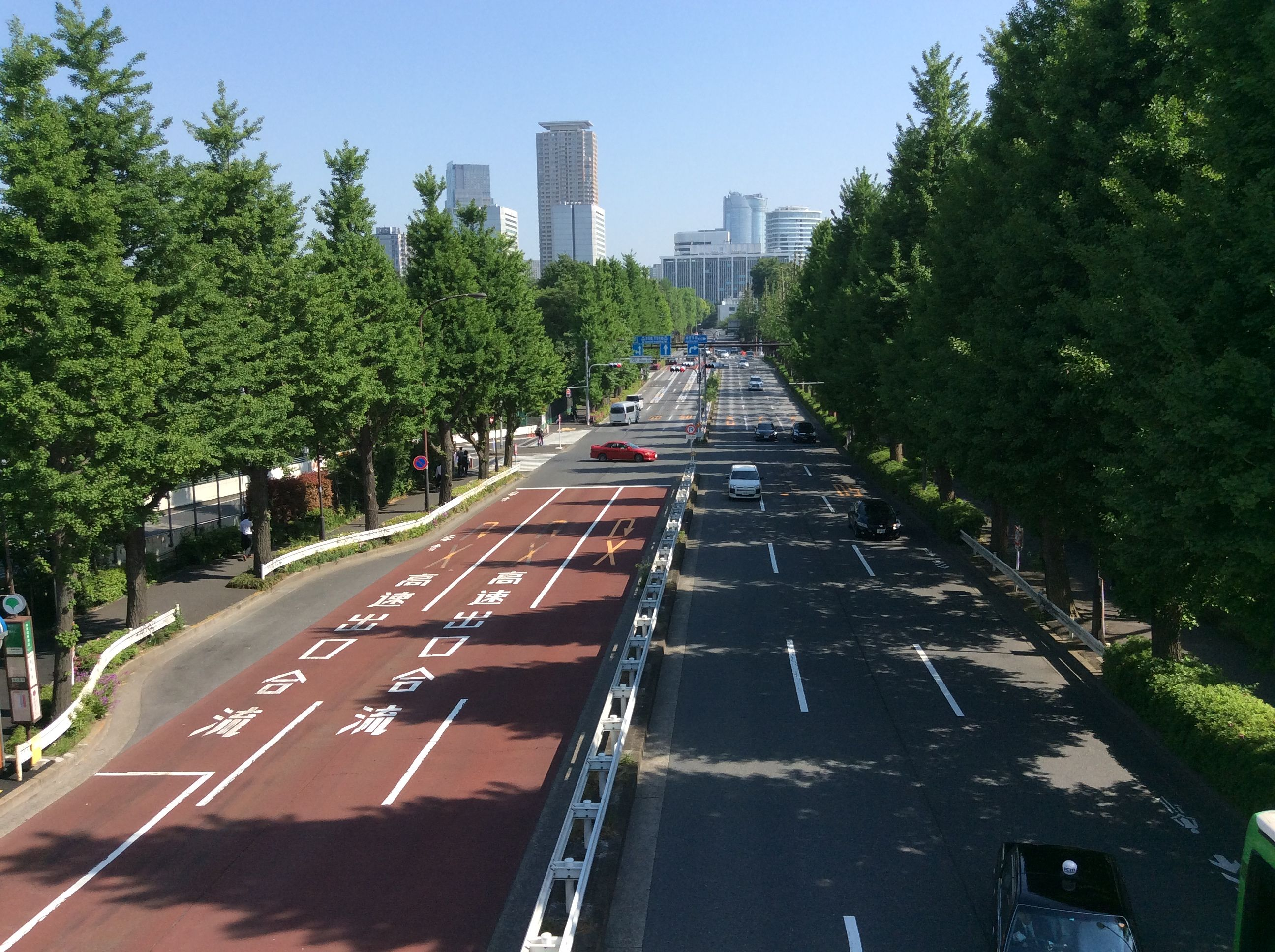
南側権田原方面を見る（2018年4月22日撮影）
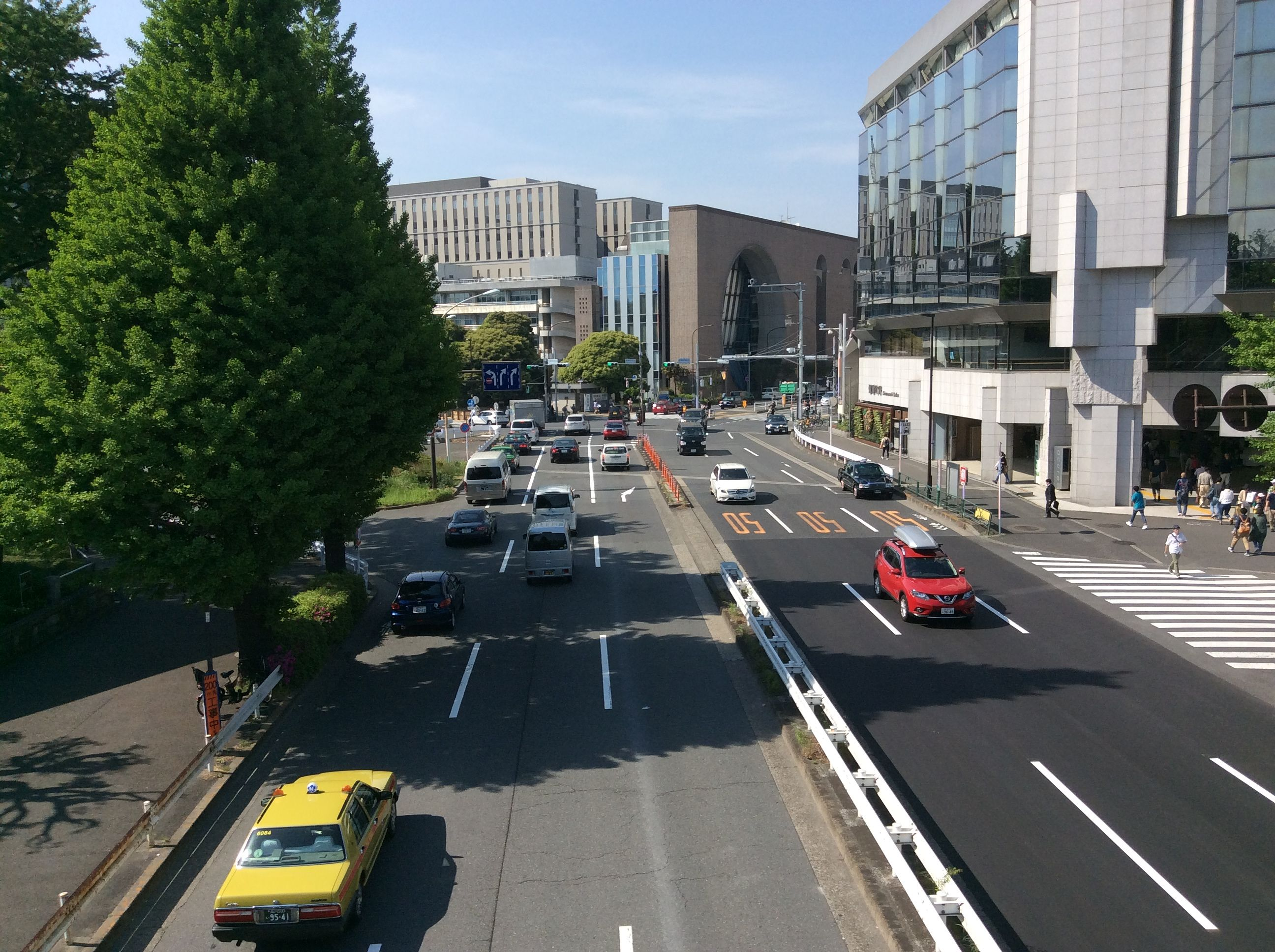
北側信濃町駅方面を見る（2018年4月22日撮影）
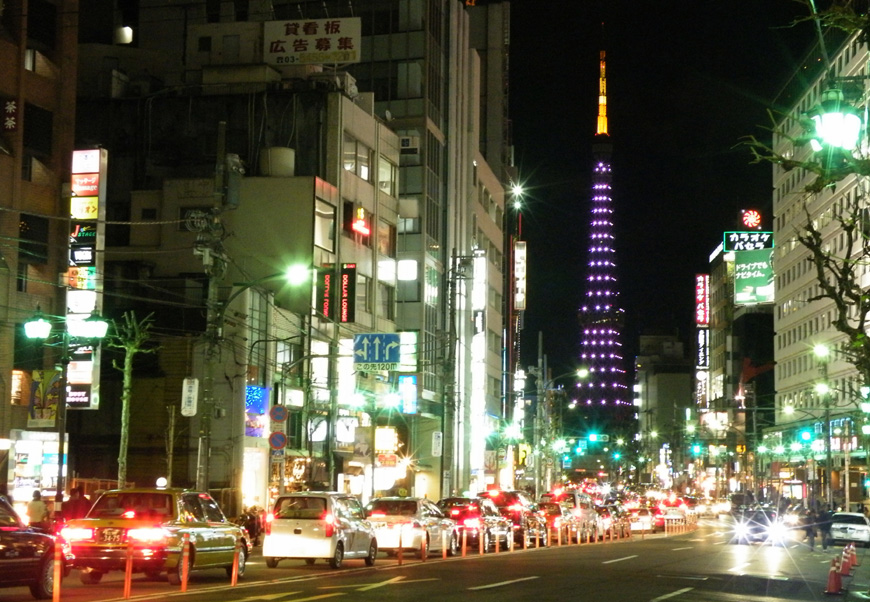
六本木、外苑東通りより東京タワーを望む

## 区間
- 鶴巻町 新目白通り（東京都道8号千代田練馬田無線）
|
- 弁天町 早稲田通り
|
- 市谷柳町 大久保通り（東京都道433号神楽坂高円寺線）
|
- 合羽坂 靖国通り（東京都道302号新宿両国線）
|
- 四谷三丁目 新宿通り（国道20号）
|
- 権田原 東京都道414号四谷角筈線
|
- 青山一丁目 青山通り（国道246号）
|
- （青山ツインビル裏） 東京都道319号（環状3号線）
|
- 乃木坂 赤坂通り（東京都道413号赤坂杉並線）
|
- 六本木 六本木通り（東京都道412号霞ヶ関渋谷線）
|
- 飯倉片町 麻布通り（東京都道415号高輪麻布線）
|
- 飯倉 桜田通り（国道1号）

東京都では、さらに港区海岸に至るまでの区間を「外苑東通り」と称している場合もある。

## 近接する主な路線・駅
- 牛込柳町駅（都営地下鉄大江戸線）
- 曙橋駅（都営地下鉄新宿線）
- 四谷三丁目駅（東京メトロ丸ノ内線）
- 信濃町駅（JR中央・総武緩行線）
- 青山一丁目駅（東京メトロ銀座線・東京メトロ半蔵門線）
- 乃木坂駅（東京メトロ千代田線）
- 六本木駅（東京メトロ日比谷線・都営地下鉄大江戸線）

## 港区案内地図表記間違い
- 都道319号の港区六本木6丁目11-1（六本木 蔦屋書店前）の港区案内地図（車道側）は「319外苑東通り」と誤表記されており注意が必要である。(2019年より設置)

## 脚註
1. 1 2 3 4  六本木交差点の渋滞緩和へ 外苑東通り、一部拡張 都、17年度までに完成 『日本経済新聞』 平成24年2月21日朝刊東京・首都圏経済面